# ラクスジェン・S3
ラクスジェン・S3（Luxgen S3 ）は台湾の自動車メーカー・裕隆汽車がラクスジェンブランドで販売していた小型セダンである。中国市場では東風裕隆を通じて「銳3」の名で販売された。

## 概要
2015年の台北モーターショーならびに2016年の上海モーターショーで発表されたEVコンセプト「S3 EV+」を源流とし、それを市販向けに修正した上で、同年5月25日に台湾市場にて「S3」として発表・発売開始。
デザインは水野和敏が在籍するハイテック（HAITEC）が手掛けた。

## メカニズム
米国・アルティアと共同開発したプラットフォーム（基本的に日産・Bプラットフォームの転用）を採用し、1.6リットルエンジンに可変バルブ機構（デュアルVVT）を組み合わせ、トランスミッションはジヤトコ製の7速モード付CVTを搭載。安全面ではデュアルサイドカーテンエアバッグやESCなどを標準装備している。
装備面ではS5ターボ譲りの「アクティブイーグルビュー+」「サイドビュー+」「3D　Xビュー+」などを備える。